# 愛知県道47号岡崎半田線
愛知県道47号岡崎半田線（あいちけんどう47ごう おかざきはんだせん）は、愛知県岡崎市矢作町から高浜市青木町に至る県道（主要地方道）。

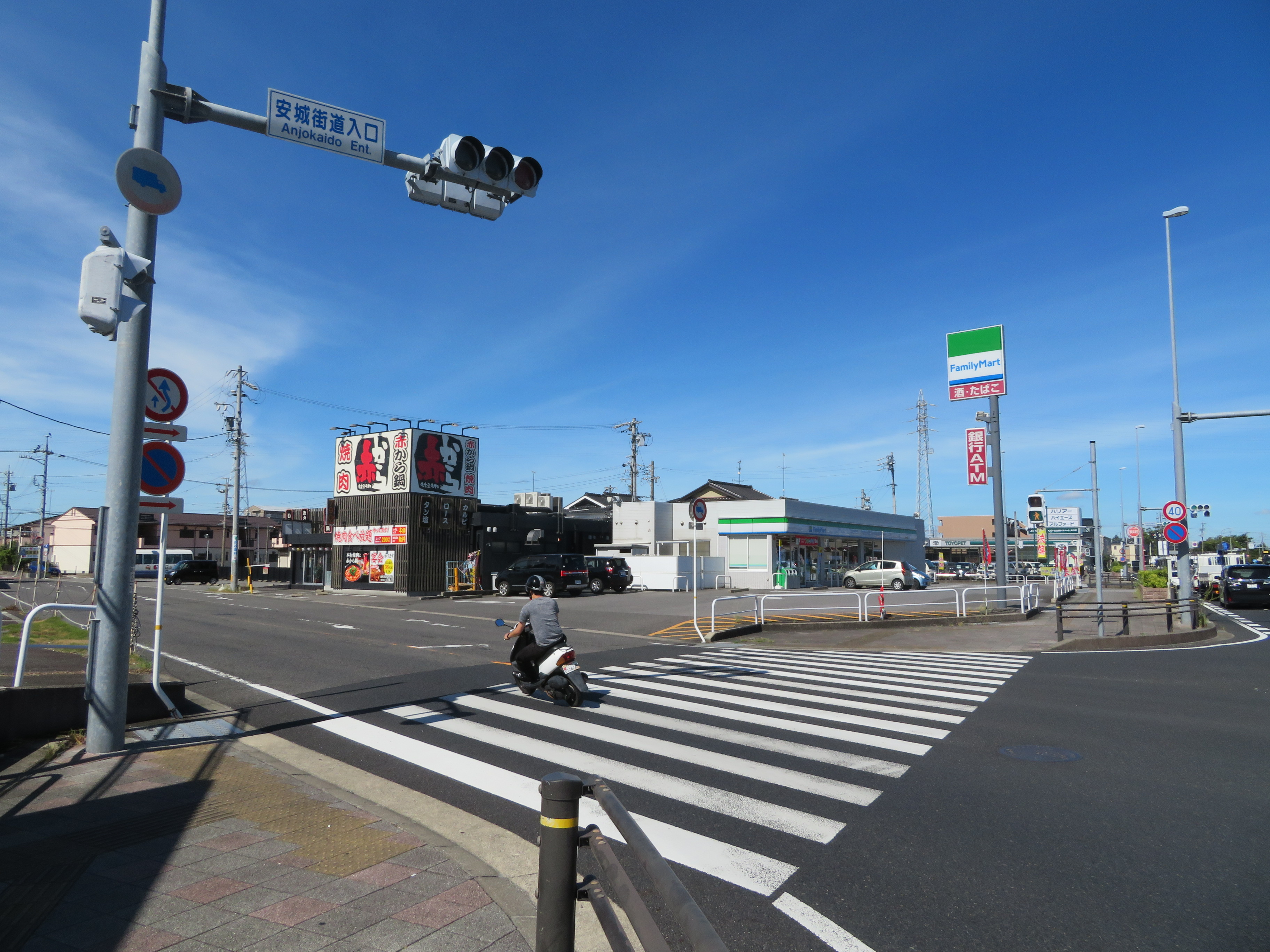
起点。岡崎市矢作町の安城街道入口交差点

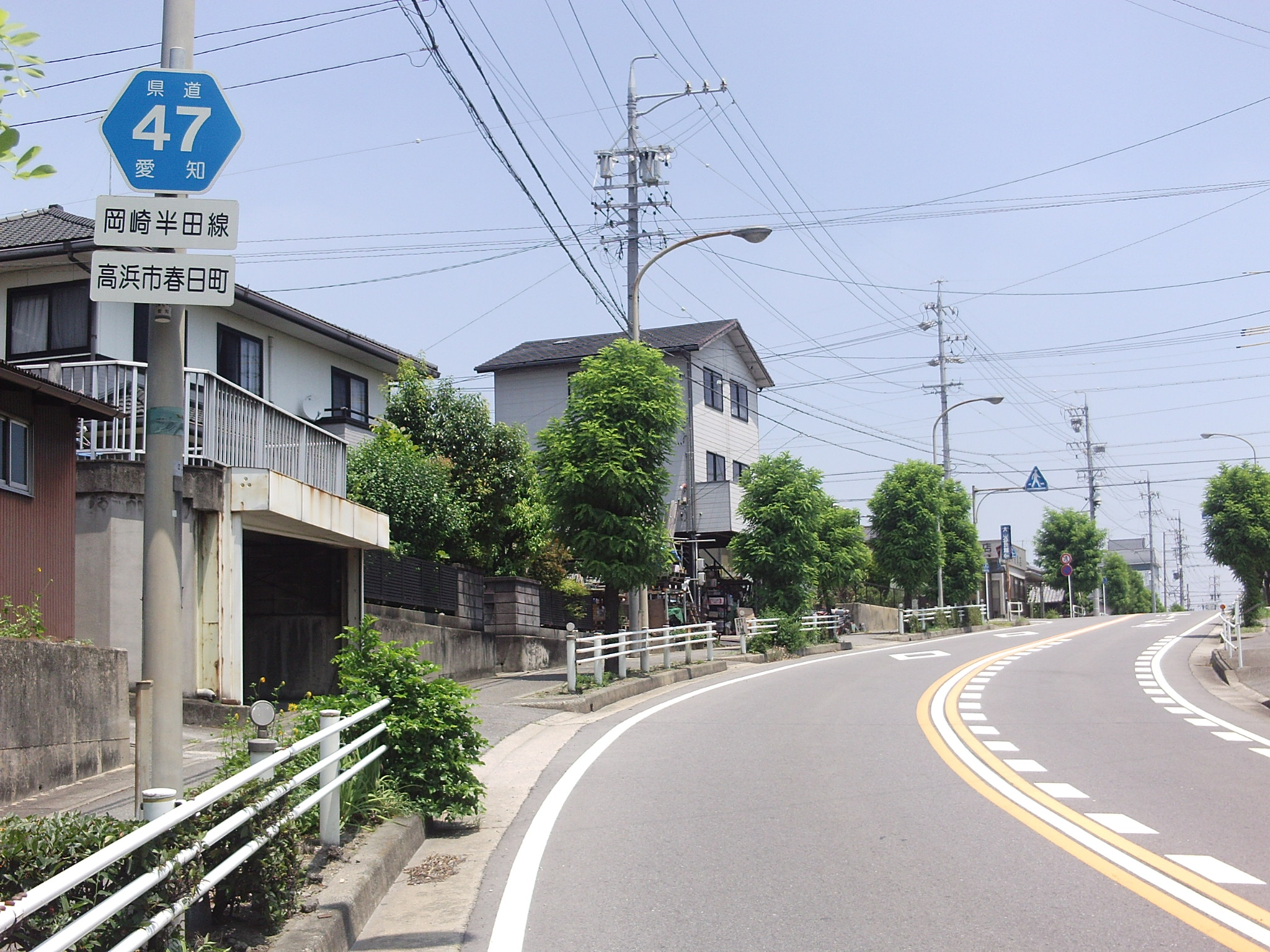
高浜市春日

## 概要
岡崎市の西部からスタートし、安城市の市街地を経て高浜市に至る道路である。道路名は岡崎半田線だが、実際には半田市に入る手前の高浜市が終点となっている。半田市へは国道に入って衣浦大橋を渡ることになる。

### 路線データ
- 起点：愛知県岡崎市矢作町（安城街道入口交差点）
- 終点：愛知県高浜市青木町（寺下橋南交差点）
  - 計画上の終点は愛知県半田市

## 沿革
- 1956年（昭和31年）4月14日：認定

## 通過する自治体
- 愛知県
  - 岡崎市 - 安城市 - 高浜市

## 接続する道路
- 国道1号（安城街道入口交差点）
- 愛知県道26号岡崎環状線（東本郷交差点）
- 愛知県道286号安城桜井線（大岡町荒古交差点）
- 愛知県道76号豊田安城線（明治本町交差点）
- 愛知県道45号安城碧南線（大東町交差点）
- 愛知県道76号豊田安城線（丸田交差点）
- 愛知県道288号豊田安城自転車道線
- 愛知県道285号安城八ツ田知立線（丸田交差点）
- 愛知県道48号岡崎刈谷線（下菅池交差点 - 箕輪町昭和交差点）
- 愛知県道12号豊田一色線（箕輪町昭和交差点 - 箕輪町北交差点）
- 愛知県道296号小垣江安城線（箕輪町北交差点 - 箕輪青木交差点）
- 知立バイパス：国道23号（高棚福釜IC）（建設中）
- 愛知県道299号南中根小垣江線（高棚交差点）
- 愛知県道304号碧南高浜環状線（神明宮西交差点）
- 愛知県道50号名古屋碧南線（高浜市役所東交差点）
- 国道419号（寺下橋南交差点）

## 沿線
- 安城市立安城東部小学校
- 安城市立安城中部小学校
- JR東海道本線 安城駅
- ザ・モール安城店
- 愛知県立安城農林高等学校
- 安城市立三河安城小学校
- 安城浄水場
- 愛知県立高浜高等学校
- 高浜郵便局
- 高浜豊田病院
- 高浜市役所

## 別名
- 安城街道（岡崎市、安城市、高浜市）